# 1,4-立方烷二甲酸
1,4-立方烷二甲酸是一种有机化合物，化学式为C10H8O4。它可以环戊酮乙二醇缩酮和溴为原料反应，得到endo-2,4-二溴二环戊二烯-1,8-二酮中间体，再在紫外光照射下反应，经氢氧化钠溶液回流、酸化后制得。它在氘代甲醇中的核磁氢谱的峰位于4.19（s，6H）ppm。它可用于合成1,4-二碘立方烷和1,2,4,7-立方烷四甲酸。